# Rucava
Rucava es un pueblo letón, capital del municipio homónimo, situado en la costa occidental de Letonia. En 2015 tenía 550 habitantes.
Se conoce la existencia del pueblo desde 1253. Su principal monumento es una iglesia luterana construida entre 1872 y 1874.
Se sitúa sobre la carretera A11 a medio camino entre Liepāja y Klaipėda.